# Heather Nauert
Heather Nauert (ur. 27 stycznia 1970 w Rockford) – amerykańska dziennikarka i polityk.

## Życiorys
Urodzona 27 stycznia 1970 r. w Rockford w Illinois, jest córką Petera W. Nauerta związanego z branżą ubezpieczeniową. Ma trzech braci (Justin, Jonathan i Joseph). Uczęszczała do żeńskiej szkoły Pine Manor College w Chestnut Hill. Jako studentka Arizona State University trafiła w 1992 r. do Waszyngtonu na staż jako gospodyni programu o muzyce country. Zdecydowała pozostać w tym mieście, gdzie dokończyła edukację na Mount Vernon College. Pracowała jako doradca ubezpieczeniowy w Waszyngtonie, specjalizując się w ubezpieczeniu społecznym, zdrowotnym i podatkach. Należała także do nowojorskiego think-tanku nonprofit Council on Foreign Relations.
W 1995 r. dołączyła do talk-show Youngbloods w lokalnej, konserwatywnej telewizji kablowej. Rok później została reporterką programu First Business produkowanego przez First Business Network LLC dla Weigel Broadcasting z Chicago. Od 1998 r. była dziennikarką i reporterką telewizji Fox News Channel, gdzie trafiła za sprawą ostrej krytyki prezydenta Billa Clintona za udział w aferze z Moniką Lewinsky. W 2000 r. ukończyła dziennikarstwo na Columbia University. W 2005 r. została główną korespondentką ABC News w Los Angeles, a dwa lata później wróciła do telewizji Fox News Channel, gdzie ponownie została prowadzącą The Big Story wraz z Johnem Gibsonem. W 2010 r. wystąpiła w trzech odcinkach serialu 24 godziny.
W Fox News prowadziła także od 2012 r. program Fox & Friends, który był ulubionym programem śniadaniowym prezydenta Donalda Trumpa. Relacjonowała zamachy z 11 września 2001 r., wojnę w Iraku oraz konwencje partyjne. Dzięki tej pracy została mianowana 24 kwietnia 2017 r. na rzeczniczkę Departamentu Stanu Stanów Zjednoczonych. Po raz pierwszy w nowej roli wystąpiła publicznie 6 czerwca tego samego roku. Od 13 marca do 10 października 2018 r. pełniła obowiązki podsekretarza stanu ds. dyplomacji publicznej i spraw publicznych. 7 grudnia 2018 r. została przez Trumpa nominowana na stanowisko ambasadora przy Organizacji Narodów Zjednoczonych.
Jej mężem jest bankier inwestycyjny Scott Norby, para ma dwóch synów.

## Wyróżnienia
- Nominacja do nagrody Emmy za pracę w programie 13 Around the World ABC News[2].